# Bonefro
Bonefro là một đô thị ở tỉnh Campobasso trong vùng Molise thuộc nước Ý, có vị trí cách khoảng 25 km về phía đông bắc của Campobasso. Tại thời điểm ngày 31 tháng 12 năm 2004, đô thị này có dân số 1.791 người và diện tích là 31,1 km².
Bonefro giáp các đô thị: Casacalenda, Montelongo, Montorio nei Frentani, Ripabottoni, San Giuliano di Puglia, Sant'Elia a Pianisi, Santa Croce di Magliano.